# Pentarchia

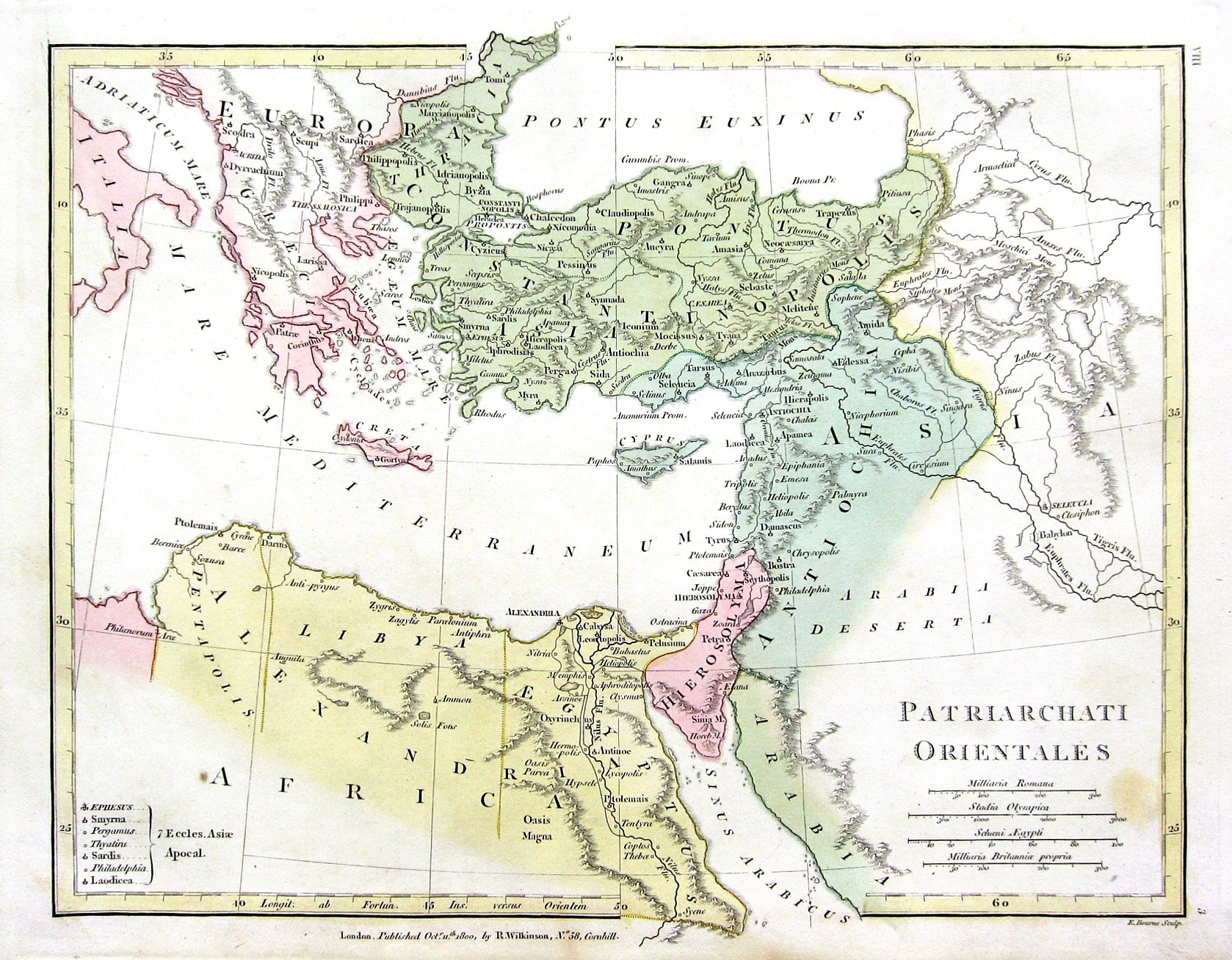
La Pentarchia ai tempi di Giustiniano I. La moderna Grecia era quasi tutta sotto la giurisdizione di Roma, ma nell'VIII secolo Leone III Isaurico estese la giurisdizione del patriarcato di Costantinopoli verso nord e verso occidente.

Nella storia della Chiesa, per pentarchia (dal greco πενταρχία, da πέντε cinque + ἄρχω governare) s'intende la teoria secondo la quale il governo della cristianità intera era affidato congiuntamente alle cinque sedi episcopali più importanti del mondo romano: Roma, Costantinopoli, Alessandria, Antiochia, e Gerusalemme.
Secondo tale teoria la loro unanimità era richiesta per rendere pienamente obbligatorio un pronunciamento ecclesiastico e un concilio ecumenico non poteva dirsi tale senza il consenso di tutti e cinque i patriarcati.
Alcune volte il termine pentarchia è stato applicato all'insieme delle cinque grandi circoscrizioni ecclesiastiche, chiamate patriarcati, che a partire dal V secolo esistevano all'interno dell'impero romano, attribuendo ad ognuna di esse funzioni interne riguardanti il proprio territorio canonico.
Letteralmente però, il termine pentarchia significa potere esercitato collettivamente da cinque persone. Applicato al contesto della storia ecclesiastica esso significa dunque non la mera esistenza dei singoli patriarcati e la loro coesistenza ma il concetto di essi quale governo collegiale della Chiesa cristiana (organizzata nell'Impero romano e ad esso adattata).
Tale concetto non è stato mai altro che una teoria – si afferma nel libro The A to Z of the Orthodox Church – e la sua applicazione nell'Impero romano a partire dalla legislazione di Giustiniano I era un mero artificio, dato che la controversia cristologica associata con il Concilio di Calcedonia (451) aveva già rimosso dalla comunione il patriarcato di Alessandria e aveva fatalmente indebolito quello di Antiochia. Inoltre la Chiesa di Roma non ha mai accettato l'idea – più o meno sottesa in tale teoria – della fondamentale parità dei cinque patriarchi, precedenza a parte.

## I cinque patriarcati dell'impero romano
Nel 325, il primo concilio ecumenico di Nicea approvò la già esistente organizzazione delle sedi episcopali secondo le province civili dell'Impero romano, in ciascuna delle quali il vescovo della capitale provinciale (la metropoli) godeva di certi privilegi rispetto agli altri. Lo stesso Concilio riconosceva inoltre la tradizione per cui i vescovi di Roma, di Alessandria e di Antiochia (quali sedi petrine) esercitavano una certa autorità anche oltre i confini delle rispettive province.
Dopo la menzione di Antiochia, il Concilio di Nicea I parlava delle "altre province", implicito riconoscimento, secondo Vincenzo Monachino, dei poteri esercitati anche dalle sedi di Eraclea, di Efeso e di Cesarea.
A poco a poco sorsero i cinque patriarcati dell'impero romano, ognuno con giurisdizione su una o più diocesi civili. Così il patriarca di Alessandria aveva autorità sulla diocesi di Egitto. La diocesi d'Oriente era sottoposta ad Antiochia, con due eccezioni: 1) le tre province di Palestina, nelle quali Gerusalemme (la cui posizione di onore, ma non di giurisdizione, era stata affermata dal Concilio niceno) era riuscita a farsi riconoscere al Concilio di Calcedonia (451) come avente autorità super-metropolitica, riconoscimento rifiutatole dal Concilio di Efeso (431); 2) Cipro, il cui rifiuto di accettare le pretese di Antiochia aveva guadagnato l'approvazione del Concilio di Efeso. Al Concilio di Costantinopoli I (381), tenuto nell'ancora nuova capitale dell'impero (fondata nel 330 e diventata dimora fissa degli imperatori solo nel 380), fu attribuito al vescovo di Costantinopoli il primato d'onore dopo il vescovo di Roma. Tale primato d'onore si trasformò in giurisdizione effettiva, prima nella prassi e poi con un canone di controversa validità, del Concilio di Calcedonia (451), che attribuì al Concilio del 381 la concessione a Costantinopoli di privilegi uguali a quelli di Roma in campo ecclesiastico, e a base di tale concessione, da esso confermata, estese la giurisdizione del vescovo costantinopolitano alle diocesi civili di Tracia (precedentemente sotto Eraclea), di Ponto (già dipendente da Cesarea di Cappadocia) e dell'Asia (anteriormente sotto Efeso).
Più tardi, nel 740, l'imperatore Leone III Isaurico, in conflitto con il papa riguardo all'iconoclastia, tolse a questo la giurisdizione sulla Grecia e sul Meridione d'Italia, trasferendola al patriarca di Costantinopoli. Nella ripartizione dei territori da parte di concili e di imperatori, le diocesi civili assegnate al vescovo di Roma furono tutte quelle dell'Occidente, per ciò neppure specificate, ma anche quelle dei Balcani fino alla Grecia (ancora menzionata sotto Giustiniano). Ma ora più o meno perdute dall'Impero. Infatti, tolte le aree assegnate ai quattro patriarchi dell'oriente, il rimanente territorio effettivamente sotto il controllo imperiale era, a parte la Grecia e l'Italia meridionale, pochissima e, dopo la caduta dell'Esarcato di Ravenna, conquistato dai Longobardi nel 751, praticamente inesistente. La successiva acquisizione papale dell'ex Esarcato e poi la riconquista del meridione italiano, tramite i Normanni (caduta del Catapanato di Bari nel 1071), offrirà ulteriore motivazione al risentimento costantinopolitano.

## Il titolo di patriarca
Il titolo di "patriarca", che inizialmente poteva essere dato a qualsiasi vescovo cristiano, fu riservato, a partire dalla metà del secolo V, a quelli che reggevano le cinque circoscrizioni che da allora presero il nome di patriarcati. Tale titolo, che Gregorio Nazianzeno dava ai vescovi anziani, acquistò il senso tecnico e ristretto nella Novella 113, promulgata dall'imperatore Giustiniano I nel 531, e con la quale egli metteva questi cinque a un livello superiore a quello dei metropolitani, rendendo formale tale organizzazione ecclesiastica. Poi estesa anche all'Occidente con la Prammatica sanzione del 554 (con papa Vigilio a Costantinopoli).
In questo senso tecnico e ristretto il titolo di patriarca è poi entrato nell'ordinamento canonico della Chiesa stessa nei canoni 2 e 7 del Concilio in Trullo convocato da Giustiniano II Rinotmeto (692).
Diversamente la personale aggiunta di "ecumenico" da parte di Giovanni IV nel 587, nonostante le proteste degli altri patriarchi, specie da Roma, con l'imperatore Maurizio. Ricordando che tale aggettivo a Costantinopoli veniva dato alle varie istituzioni imperiali, con tale significato, diverso da quello letterale percepito altrove.

## Pentarchia e governo della Chiesa nel suo insieme
Dall'organizzazione della Chiesa all'interno dell'impero romano in cinque circoscrizioni, ognuna delle quali faceva capo ad un patriarca, si è gradualmente sviluppata la dottrina secondo la quale le cinque sedi patriarcali, di approssimativamente uguale dignità, governavano la chiesa intera (teoria della pentarchia). Così nel secolo IX Teodoro Studita dichiarava che i cinque patriarchi erano i successori degli apostoli, e l'imperatore Basilio I il Macedone affermava nel 879 che "Dio ha fondato la chiesa sul fondamento dei cinque patriarchi e ha definito nei suoi santi Vangeli che essi non falliranno mai nel loro insieme, perché essi sono i capi della chiesa".
Come suggerisce la sua radice semantica ("governo di cinque", dal greco), la Pentarchia consiste, in questo senso, nel riconoscimento alle cinque maggiori sedi della cristianità, oltre dell'autorità ecclesiale di ognuna sul proprio territorio, anche di una responsabilità collettiva in ordine al governo della Chiesa e all'ortodossia della fede. L'unanimità delle cinque sedi è richiesta per rendere pienamente obbligatorio un pronunciamento ecclesiastico. Le cinque sedi pentarchiche sono definite anche le cinque maggiori sedi del sacerdozio.
Tale idea non è mai stata compartita dalla Chiesa di Roma. Questa nel tempo dei primi concili ecumenici, sulla base del canone 6 del Concilio di Nicea I, patrocinava piuttosto la teoria della posizione privilegiata delle tre sedi petrine ossia di una "triarchia petrina": Roma e Antiochia in quanto fondate da san Pietro, Alessandria fondata da san Marco, discepolo di san Pietro. Sosteneva comunque un fondamento religioso (apostolico) più che uno politico (imperiale) per il riconoscimento delle sedi patriarcali. Crede che il governo dell'unica Chiesa universale debba essere unitario, quindi affidato insieme a tutto l'episcopato, in unione al vescovo di Roma, cui attribuisce il primato effettivo, più che a una (mutevole) pentarchia, dei cinque patriarchi del defunto Impero romano. Ai quali oggi, nella ecclesiologia ortodossa, sarebbero pure aggiunti altri patriarchi conciliarmente non riconosciuti, e peraltro solo nazionali.

## Altri patriarchi orientali
Non furono riconosciuti come membri della pentarchia i vescovi delle sedi situate fuori dei confini dell'Impero romano, quali l'allora sede di Seleucia-Ctesifonte della fiorente Chiesa d'Oriente in Mesopotamia e in Persia e del Regno georgiano (al cui vescovo però fu concesso il titolo di patriarca nel 1010). E non furono accettati i capi della corrente miafisista, né fuori dell'Impero (in Armenia) né dentro, dove questa corrente, essendo maggioritaria in Egitto e in parti della Siria, aveva indebolito considerevolmente i patriarcati ortodossi (cioè calcedoniani) di Alessandria e di Antiochia, sdoppiandoli, e riducendo la Chiesa ortodossa in Oriente praticamente all'unico patriarcato di Costantinopoli (con i suoi sotto-patriarcati) e l'intera Chiesa cristiana calcedoniana ad una diarchia di Roma e Costantinopoli, le due ex capitali imperiali romane.
Nel 1054, dopo varie rotture, avvenne quella definitiva, il Grande Scisma, che divise il cristianesimo calcedoniano nelle sue parti occidentale e orientale, come già da tempo l'impero romano che l'aveva sostenuto. E con Costantinopoli si schiereranno poi anche i patriarchi melchiti di Alessandria, di Antiochia e di Gerusalemme, tutti sotto dominazione araba. Come pure quello di Mosca (separatosi da Kiev).
In realtà il periodo di effettivo di funzionamento del sistema pentarchico terminò con la fine della dinastia eracliana (711). All'inizio del XIII secolo, consumatasi ormai la rottura definitiva tra Chiesa d'Occidente e Chiesa d'Oriente (nonostante i deliberata del concilio di Lione), il modello ecclesiologico della pentarchia non ebbe più ragion d'essere. Secondo Morini, si può dire che, in teoria, la Pentarchia attraversò una fase storica che iniziò con Giustiniano e terminò con il Grande Scisma.
Nel sec. IX c'era stata la cristianizzazione degli slavi, sia della Grande Moravia che della Bulgaria e della Serbia. Grazie a missionari latini e greci. ma anche nella competizione tra Roma e Costantinopoli, che portò alla contesa foziana ed a una pur breve rottura. Anche se i nuovi Regni slavi, pur bisognosi del loro riconoscimento, avrebbero voluto evitarle entrambe. Con la propria lingua ed una liturgia e gerarchia tutta slava. Prima del Grande Scisma, anche se per breve tempo, era stato riconosciuto da Costantinopoli quale nuovo patriarcato calcedoniano quello bulgaro dell'impero di Preslav (poi di Ocrida). Nel 927, dopo le prime vittoriose guerre bulgare: benché poi soppresso nel 1018 con la fine del primo impero bulgaro (con Ocrida ridotta ad arcivescovato)..
Ma nel 1235 (onde superare l'accordo col papato) nuovo patriarcato bulgaro, con l'impero di Tărnovo, da Costantinopoli. Poi pure soppresso nel 1393 con la fine del secondo impero bulgaro per la conquista turca.
Nel 1219 Costantinopoli dovette riconoscere pure l'autocefalia e nel 1375 il patriarcato di Ziča/Peć (autoproclamato nel 1346) al nuovo impero dei Serbi (poi sospeso nel 1463 per la conquista turca del 1459, ripreso nel 1557, ma soppresso nel 1766). Con ciò facendo salire il numero dei patriarcati (ortodossi) in terra bizantina a sei, pur senza l'assenso di Roma.
Nel 1589, su richiesta zarista, veniva ancora riconosciuta come patriarcato la sede di Mosca, già autocefala dal 1448 e distaccata dall'originaria sede di Kiev, benché al di fuori del territorio costantinopolitano e dell'Impero romano. Dato poi che allora i già esistenti quattro patriarcati ortodossi orientali si trovavano sotto il dominio dell'Impero ottomano, la sede di Mosca sperava addirittura di assumere il posto di Roma in testa alla pentarchia, ma le venne assegnato solo il quinto posto. Poi, per oltre due secoli, dal 1700 al 1917, essa cessò di essere patriarcato, pur rimanendo chiesa autocefala, perché gli imperatori russi non consentirono l'elezione di un patriarca, fino alla rivoluzione.
Più recentemente infine si sono aggiunti anche i patriarcati nazionali delle Chiese ortodosse bulgara, georgiana, serba e rumena, nel conteso territorio balcanico. Nazionali e non più sovranazionali: quindi svalutando l'istituto patriarcale.
Al giorno d'oggi il modello della pentarchia, che privilegia le stesse cinque sedi di sempre, continua ad essere sostenuto da esponenti della parte greca della Chiesa ortodossa. Contrarie le minoranze anti-ecumeniche (praticamente quelle vetero-calendariste in polemica pure con le loro Chiese nazionali).